# Błąd 3 sekund
Ten artykuł opisuje zagadnienie koszykarskie zgodne z normami FIBA.
Zasady w ligach NBA, NCAA lub innych mogą różnić się od tutaj przedstawionych.

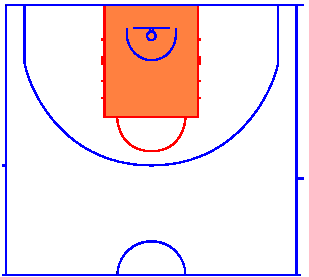
Połowa boiska do piłki koszykowej z zaznaczoną na pomarańczowo "trumną"

Błąd 3 sekund – w koszykówce, błąd polegający na przebywaniu zawodnika ponad 3 sekund w "polu 3 sekund" – obszarze ograniczonym (tak zwanej "trumnie") przeciwnika, kiedy piłka znajduje się w posiadaniu drużyny zawodnika w polu ataku. Karą za przekroczenie wyżej wymienionego przepisu jest utrata piłki i przyznanie jej drużynie przeciwnej.
Sędzia sygnalizuje ten błąd poprzez wyciągnięcie przed siebie ręki ukazującej trzy palce.